# HD 6434
HD 6434 es una estrella de magnitud aparente +7,72.
Está encuadrada en la constelación de Fénix, visualmente 52 minutos de arco al sureste de ξ Sculptoris.
Se encuentra a 135 años luz del sistema solar.
Desde el año 2000 se conoce la existencia de un planeta extrasolar en órbita alrededor de esta estrella.

## Características físicas
HD 6434 es una enana amarilla de tipo espectral G2V o G3V con una temperatura superficial de 5835 K.
Su luminosidad es un 15% superior a la del Sol y también su diámetro es algo más grande que el diámetro solar, en torno a un 9%.
Su velocidad de rotación proyectada —límite inferior de la misma— es de 1,0 km/s.
Es un 12% menos masiva que el Sol y, a diferencia de nuestra estrella, es una estrella del disco grueso.
En consecuencia, es una estrella muy antigua cuya edad se ha estimado en 11.300 millones de años o incluso superior a 13.000 millones de años.

## Composición elemental
HD 6434 presenta un contenido metálico exiguo, siendo su índice de metalicidad inferior a una tercera parte del solar ([Fe/H] = -0,52).
Todos los elementos evaluados son menos abundantes que en el Sol, aunque en el caso del aluminio este empobrecimiento no es tan acusado.
En cuanto a su contenido de litio —elemento con el rango de niveles más amplio entre estrellas semejantes al Sol—, este es inferior al solar (logє[Li] = 0,70).

## Sistema planetario
En 2000 se descubrió un planeta extrasolar orbitando alrededor de HD 6434.
Denominado HD 6434 b, el semieje mayor de su órbita es de 0,14 UA.
Posee una masa mínima equivalente al 39% de la masa de Júpiter y emplea sólo 22 días en dar una vuelta completa en torno a HD 6434.
| Acompañante (En orden desde la estrella) | Masa (MJ) | Período orbital (días) | Semieje mayor (UA) | Excentricidad |
| ---------------------------------------- | --------- | ---------------------- | ------------------ | ------------- |
| HD 6434 b                                | > 0,39    | 21,998 ± 0,0009        | 0,14               | 0,17 ± 0,03   |